# Kargolin
Kargolin – historyczna wieś położona między Drużbicami a Głupicami, wchłonięta w XIX wieku przez Drużbice. Z miejscowości tej wywodził się szlachecki ród Kargolskich, którego przedstawiciele notowani byli w szesnastowiecznych dokumentach.